# Limmershin-Kliffs
Die Limmershin-Kliffs sind rund 100 m hohe Kliffs auf der westantarktischen James-Ross-Insel. Sie ragen in westsüdwest-ostsüdöstlicher Ausrichtung über eine Länge von 2 km am Südufer der Holluschickie Bay auf, biegen dann für weitere 2 km nach Südosten ab und sind danach unter den landeinwärts befindlichen Eis- und Schneemassen nicht mehr einsehbar.
Das UK Antarctic Place-Names Committee benannte sie 2006 nach dem Zaunkönig Limmershin aus der Erzählung Das Dschungelbuch des britischen Schriftstellers Rudyard Kipling.